# Chiesa russa ortodossa della Natività
La chiesa russa ortodossa della Natività è un luogo di culto ortodosso che si trova in via Leone X, a pochi isolati dalla Fortezza da Basso, a Firenze, caratterizzato dall'insolito profilo con cupolette a cipolla.

## Storia
L'idea della costruzione della chiesa destinata al rito ortodosso russo si deve nel 1873 alla granduchessa Marija Nikolaevna, figlia dello zar Nicola I.
Solo nel 1879, tuttavia, venne dato l'impulso principale all'iniziativa con la donazione da parte del principe di San Donato Paolo Demidoff delle suppellettili della propria cappella privata alla chiesa dell'Ambasciata russa, allora ubicata in un locale in affitto sull'attuale lungarno Vespucci.
L'arciprete Vladimir Levickij, titolare della chiesa, interpellò dapprima alcuni architetti locali, tra cui l'arch. Pietro Berti (progetto poi pubblicato su "Ricordi di Architettura", anno VIII, 1885, fasc. I, tav. II) per il progetto di costruzione, affidando in seguito l'incarico della progettazione all'accademico russo Michail Preobrazenskij e all'ingegnere fiorentino Giuseppe Boccini.
I molti disegni redatti da Preobrazenskij tra il 1883 e il 1885 non ebbero seguito per il mancato raggiungimento della somma necessaria all'esecuzione delle opere e fu quindi in una costruzione provvisoria eretta su un terreno acquistato in via Lungo il Mugnone che il 16 ottobre 1888 si trasferì la chiesa dell'Ambasciata.
Grazie alla "perseveranza e tenacità degni di ogni lode" ("La Nazione", 22/10/1899) dell'arciprete Levickij per la raccolta dei fondi, il nuovo progetto "in stile moscovita" fornito da Preobrazenskij nel 1890 venne approvato per la costruzione dall'Ambasciata di Roma e dal Ministero per gli affari esteri nel 1897. La commissione insediata per l'esame del progetto stabilì i materiali da costruzione e i particolari decorativi, i tempi di realizzazione - fissati al massimo in tre anni -, il tipo di contratto di appalto e i relativi pagamenti.
Nell'asta per l'aggiudicazione dell'appalto, svoltasi il 3 giugno 1899 presso il consolato imperiale russo alla presenza dell'arciprete Levickij e dell'ing. Boccini, risultarono assegnatari dei lavori i maestri muratori Enrico Cambi e Giuseppe Ricci; successivamente, l'asta per l'esecuzione dei lavori in pietra fu vinta dalla ditta Emilio Bicchielli e Ugo Maiani di Fiesole.
L'inizio dei lavori, con la sistemazione del terreno e la recinzione del perimetro, avvenne il 5 giugno 1899, ma l'inizio ufficiale è segnato nel Giornale della Edificazione all'11 giugno, con la celebrazione del Te Deum e la solenne processione sul luogo della costruzione; nell'agosto vennero eseguite le fondazioni e i muri degli scannafossi; alla fine di settembre era stata voltata la chiesa inferiore.
La sontuosa cerimonia della posa della prima pietra avvenne il 28 ottobre 1899, con la partecipazione, tra gli altri, del prefetto conte Caracciolo di Sarno, del sindaco di Firenze marchese Torrigiani, del generale Baldissera, dell'ambasciatore russo Nelidoff, del console generale Tchelebidaky.
La venuta a Firenze di Preobrazenskij, il 21 marzo 1900, consentì la risoluzione di alcune difficoltà costruttive e la definizione di altri importanti particolari.
Con la morte dell'ing. Boccini, avvenuta nel dicembre 1900, la direzione dei lavori fu temporaneamente assunta dal suo aiutante, l'ing. Alfonso Favi il quale, in seguito a varie divergenze avute con l'impresario Ricci, venne rimosso dall'incarico che la stessa Ambasciata di Roma affidò all'ing. Giovanni Paciarelli.
Il 21 ottobre 1902 venne consacrata la chiesa inferiore, intitolata a San Nicola Taumaturgo.
Due giorni più tardi giunsero a Firenze i pittori russi Vasil'ev, Blaznov e Kiplik con gli aiutanti Cepcov e Kuzminskij per le pitture murali a tempera dell'interno, da eseguirsi sotto la supervisione di Vasilev e del pittore fiorentino Giacomo Lolli, al quale veniva lasciata la realizzazione delle parti ornamentali. Ad essi si aggiungeva nel novembre il pittore Petr Stepanovic Sarvarok per terminare i dipinti e dirigere i lavoranti locali.
La somma stanziata per le decorazioni pittoriche, ispirate a temi e figurazioni tradizionali della iconografia russo-bizantina, fu di 1200 rubli, mentre le parti eseguite da Lolli sarebbero state pagate a metro quadrato; ulteriori sei figure aggiunte durante i lavori su proposta di Preobrazenskij vennero in parte donate dai pittori stessi.
Su disegno dello stesso Preobrazenskij, venne eseguita dai marmisti Giuseppe Novi di Genova e Paolo Tiscornia di Carrara l'iconostasi in marmo bianco di Carrara e marmo rosa di Verona, mentre nella cripta fu rimontata, previo adattamento, l'iconostasi della Cappella Demidoff di San Donato.
Nonostante il danneggiamento dei dipinti della Crocifissione e del Battesimo, dovuto alla forte presenza di umidità sulle murature ad intonaco a calce e polvere di marmo, le decorazioni furono portate a compimento da Sarvarok e dal suo aiutante Cepcov e finalmente l'8 novembre 1903 venne celebrata la consacrazione del tempio superiore, alla presenza di numerose personalità italiane e straniere e di un drappello di marinai russi.
Il filmato della cerimonia venne proiettato in piazza Vittorio Emanuele (attuale piazza della Repubblica), attirando la curiosità dell'intera città.
I lavori si protrassero tuttavia ancora per qualche tempo e la Guida di Firenze del 1904 dà la chiesa come non ancora terminata.
Le ceramiche policrome di rivestimento delle cinque cupolette a bulbo furono fornite dalla ditta Cantagalli di Firenze, mentre la cancellata di delimitazione in ferro battuto, adornata da aquile imperiali e dal giglio fiorentino, fu eseguita dalle Officine Michelucci di Pistoia.
Molto celebrata nelle cronache locali dell'epoca, che diedero gran risalto alle cerimonie di inizio dei lavori e di consacrazione, la chiesa russa è stata successivamente piuttosto trascurata dalla critica, diventando un episodio architettonico poco noto ai più e appena citato nelle guide cittadine.
Dopo un lungo periodo di abbandono e di decadenza, sono frutti recenti sia gli interventi di restauro dell'edificio che la sua riscoperta a livello storico-critico, soprattutto come esempio "cospicuo e piuttosto raro" di una architettura "volutamente mimetica" (GOBBI 1976) e come testimonianza di una consistente ed attiva presenza cosmopolita nella Firenze di fine Ottocento e primo Novecento.
Tra gli ultimi contributi, il volume curato da V. Vaccaro documenta accuratamente le complesse fasi di restauro e fornisce una visione complessiva delle vicende costruttive del tempio, riportando inoltre le traduzioni e le trascrizioni delle fonti documentarie finora inedite.

## Descrizione dell'edificio

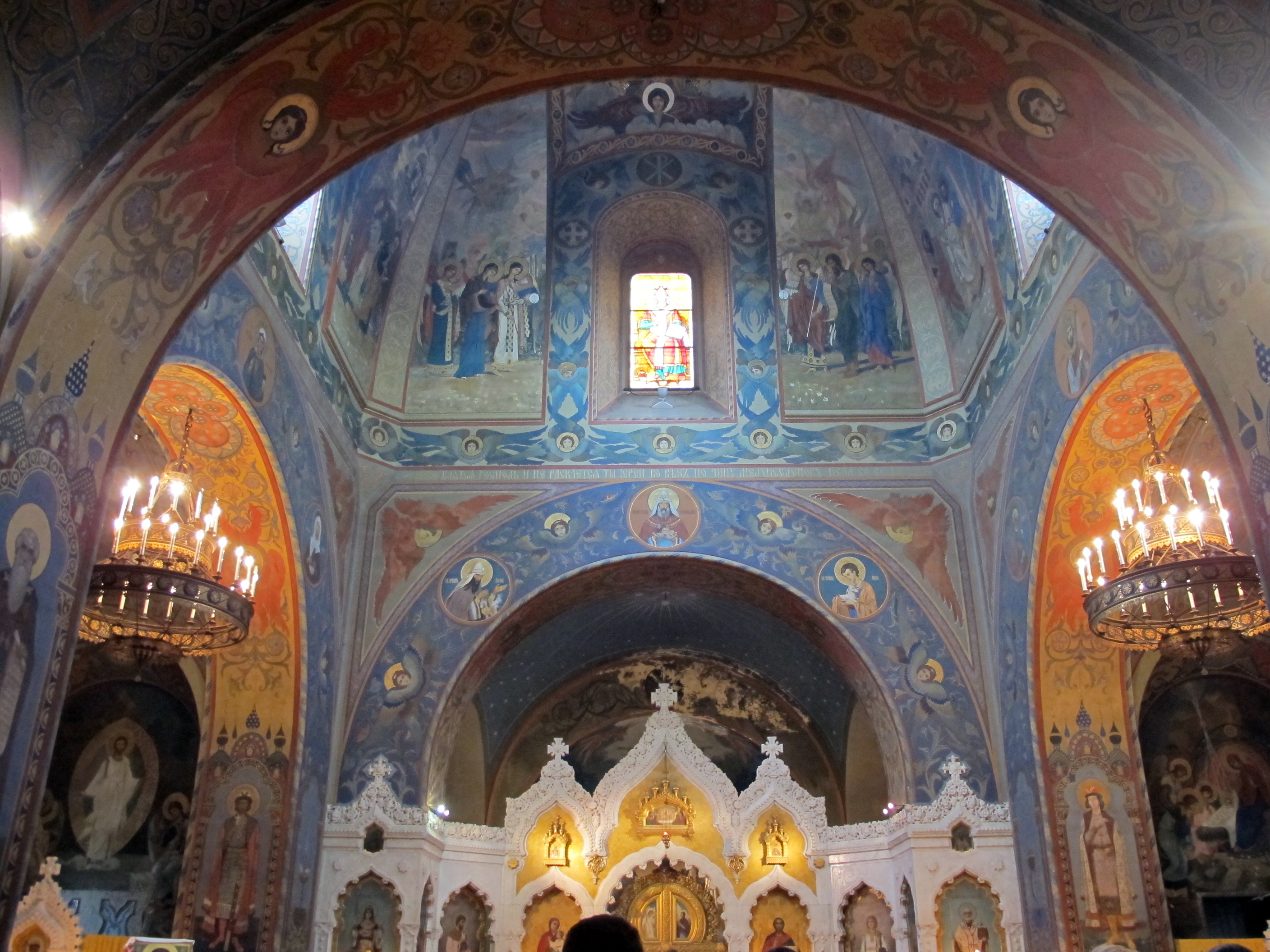
Interno

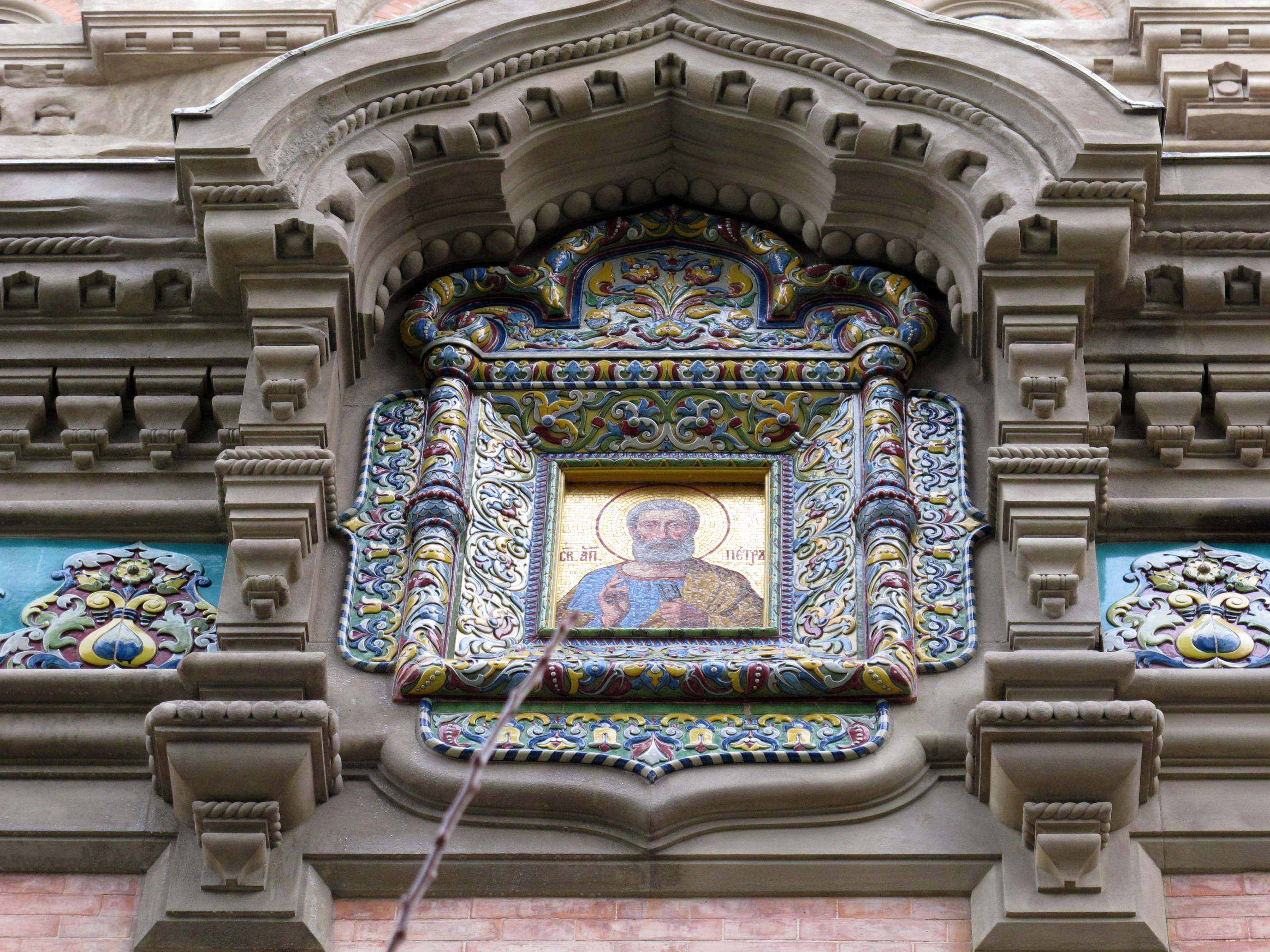
Una delle decorazioni ceramiche all'esterno

Ubicata in un quartiere formatosi a cavallo tra il XIX e il XX secolo, la chiesa, arretrata rispetto alle due strade con cui fa angolo, sorge al centro di una vasta area sistemata a verde con due piccole costruzioni annesse e delimitata da una pregevole cancellata di recinzione in ferro battuto; essa svetta nettamente, per la sua mole e per l'altezza delle torrette cupolate, tra le palazzine che la circondano e solo sul lato meridionale la sovrasta un edificio in cemento armato di recente costruzione.
Nel riuscito tentativo di dare immagine ad uno stile "nazionale", la chiesa ortodossa russa riassume nella sua forma esotica le esperienze architettoniche compiute in Russia durante la seconda metà dell'Ottocento, improntate ad un favolistico ed eclettico montaggio di revival diversi a cui contribuiscono le non poche esuberanze ornamentali e coloristiche dell'interno.
Richiamandosi alla tradizione costruttiva della madre patria, l'edificio presenta un massiccio volume a base quadrata con i due corpi aggettanti del nartece - preceduto dalla scalinata di accesso alla chiesa superiore - e, posteriormente, dell'abside di forma semi ottagonale.
Su questo volume di base - che dissimula l'impianto a croce greca dell'interno - si stacca una seconda struttura cubica notevolmente elevata, corrispondente al vano della chiesa superiore voltato a cupola. Tale struttura è coronata, su ciascun lato, dal "ricamo" dato da una serie di sette archi ciechi rientranti (detti kokosniki), decorati a mosaico, che costituiscono l'appoggio per gli alti e stretti tamburi delle cinque cupole a bulbo rivestite in ceramica policroma le quali a loro volta, svettando, concludono l'edificio.
Il forte senso di verticalità è accentuato dalle croci dorate in ferro battuto poste a coronamento delle cupole stesse.
Qualificato dal rivestimento in pietra forte della zoccolatura di base e dai numerosi elementi architettonici in pietra serena intensamente modanati che delimitano le specchiature in mattoni faccia a vista, l'esterno è arricchito dalle numerose decorazioni ceramiche policrome e dall'oro di tre mosaici, realizzati a Venezia su disegno di Fedor Rejman, rappresentanti la Madre di Dio "Znamenie" - sul fronte triangolare del nartece - e i volti degli apostoli Pietro e Paolo inseriti in elaborati tabernacoli modellati al centro del cornicione superiore rispettivamente sul lato Nord e sul lato Sud dell'edificio.
Le corpose maioliche dall'esuberante motivo floreale che decorano le alte fasce marcapiano e le figure di serafini inseriti all'interno degli archetti ciechi sono da ascrivere alla Manifattura Cantagalli di Firenze, mentre l'elaborata cancellata che delimita l'area della costruzione, adornata da aquile imperiali e dal giglio fiorentino, è opera delle Fonderie Michelucci di Pistoia.
Su ispirazione di padre Valdimir Levitsky, la chiesa è realizzata a due piani, secondo il tipo delle chiese russe settentrionali, con una chiesa superiore, più fresca e quindi estiva, ed una inferiore, invernale; quest'ultima, oltre alla scala di collegamento col vano soprastante, dispone di una entrata autonoma sul lato settentrionale dell'edificio.
All'interno, l'ampio vano a croce greca della chiesa superiore, con cupola centrale sostenuta dai quattro arconi che inquadrano le scarselle, è preceduta dallo spazio rettangolare del nartece, costituito dal terrazzino d'ingresso della chiesa e coperto da un tetto a tenda con tegole di ceramica policroma. Il vano del nartece è illuminato dai vetri colorati, protetti da inferriate in ferro battuto, delle quattro grandi finestre a bifora con archetto pensile centrale ed è accessibile dal grande portale ad arco dotato anch'esso di un elaborato serramento in ferro battuto. Sulle pareti interne del nartece, due grandi lapidi con lo stesso testo in russo ed in italiano ricordano i benefattori dell'edificio, la dedicazione e la data di consacrazione della chiesa superiore (1903).
Di fronte al portale di accesso, una pregevole porta lignea, intagliata da Rinaldi Barbetti tra il 1855 e il 1860 e acquistata dal principe Anatolij Demidoff all'Esposizione Nazionale di Firenze dal 1861, separa il nartece dalla chiesa superiore, dedicata alla Natività.
I due battenti del portale, alti 3 m, sono spartiti in ventidue rilievi con episodi della storia sacra, coronati da Dio Padre in noce attorniato da cherubini. Ai lati della porta lignea, la parete del nartece è decorata da due affreschi raffiguranti l'Annunciazione della SS. Vergine a destra e l'Esaltazione della Croce del Signore a sinistra, opera del pittore Efim Cepcov.
L'ampia navata della chiesa superiore è interamente ornata di pitture parietali intervallate da decorazioni in stile floreale e da arabeschi orientaleggianti, in un insieme eclettico e coloristicamente acceso, caldo e avvolgente, illuminato dalla luce dei quattro finestroni ritagliati al centro di ciascuna parete al di sopra degli arconi.

La vetrata della parete d'altare, ornata dal Cristo in trono, è opera del fiorentino P. Fanfani ed è dono del comando militare alleato del 1945, in sostituzione della originale distrutta durante un bombardamento nel 1942.

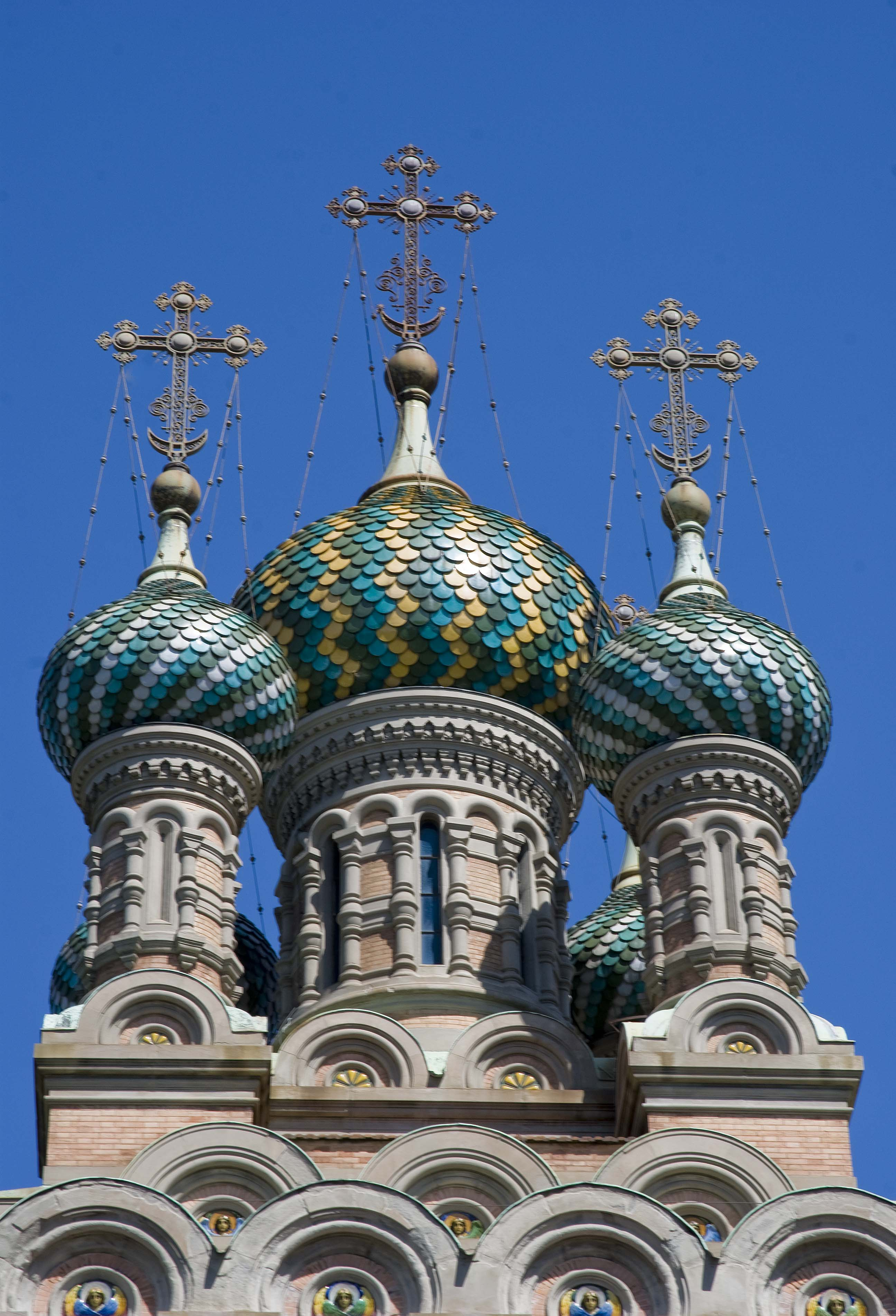
Le cupole

Di fronte alla porta di accesso, sul lato orientale, l'iconostasi in marmo bianco, chiusa dalle Porte Reali dorate, separa la navata dall'abside, dove si trova l'altare ed è riservato esclusivamente ai sacerdoti. Il pavimento è costituito da piastrelle di ceramica colorata, disposte a formare un motivo geometrico a griglia, interrotto al centro da una decorazione più complessa.
Le pitture parietali seguono un preciso e complesso programma iconografico. I pilastri degli arconi di sostegno della cupola recano le immagini, racchiuse entro cornici trilobate, di diversi santi cari all'ortodossia russa; simboli paleocristiani del pesce con cinque pani e delle colombe che si abbeverano ad una fonte, opere di Michail Vasilev e di Aleksej Blaznov, sono dipinte sui piloni presso l'altare.
Sul lato occidentale (alle spalle di chi entra), sopra la porta d'ingresso, si trova l'affresco dell'Ingresso del Signore in Gerusalemme, opera di Giacomo Lolli; a sinistra e a destra le due porte intagliate, impreziosite da icone del XIX secolo, provenienti dalla Cappella Demidoff di S. Donato, conducono rispettivamente alla chiesa inferiore e all'ufficio del parroco, già sede del fonte battesimale.
Il lato meridionale è dedicato agli avvenimenti della vita terrena del Salvatore, con le immagini della Natività, del Battesimo, della Trasfigurazione di Cristo, opere di P. Sarvarok e di A. Blaznov. Il lato settentrionale riporta le immagini della Passione e Resurrezione di Cristo, con il Getsemani di Sarvarok, la Crocifissione e l'Agnello di Dio di Blaznov, mentre sulla parete dell'altare trova posto l'affresco con la Resurrezione, opera di Sarvarok.

### L'abside
L'abside è ornata dagli affreschi del Dio Padre e lo Spirito Santo circondati da serafini e Gesù con i santi doni, anch'essi opera di Sarvarok.
L'iconostasi in marmo di Verona, disegnata da Preobrazenskij ed eseguita dal marmista genovese Giuseppe Novi, fu eretta grazie alla donazione personale dello Zar Nicola II, che diede l'approvazione per il progetto e per le icone. Le Porte Reali sono decorate, secondo la tradizione, dalle opere di Vasil'ev dell'Annunciazione e degli Evangelisti con i rispettivi attributi iconografici; le icone del Salvatore in trono e della Maestà, opera di Aleksandr Novoskol'cev come le altre icone dell'iconostasi, occupano i posti tradizionali a destra e a sinistra delle Porte Reali, mentre le porte meridionali e settentrionali sono consacrate all'uso del diacono e recano le immagini dei SS. Arcidiaconi Stefano e Lorenzo. Tutte le altre icone dell'iconostasi sono dedicate ai santi protettori della casata imperiale, mentre altre icone sono disposte sopra i leggii davanti all'iconostasi stessa.
Le volte sono dipinte sulla base dei cartoni di Vasil'ev, Kiplik a Blaznov, con immagini di santi, dei tre papi venerati dalla chiesa universale (anteriori cioè allo scisma del 1054) e di personaggi delle sacre scritture racchiusi da medaglioni e corredati da scritte; il corpo superiore della cupola è decorata dalle immagini dei quattro Evangelisti, mentre al centro si apre il vano circolare del cilindro della torretta principale che funge da lanternino.
Non è stato consentito l'accesso alla chiesa inferiore, dedicata a S. Nicola di Myra di Licia e consacrata il 21 ottobre 1902. Una descrizione del vano, anch'esso interamente affrescato e arricchito da preziose iconostasi, è pubblicata nel volume a cura di V. Vaccaro (1998).
La chiesa inferiore viene ancora oggi usata durante l'inverno e lo spostamento delle funzioni religiose alla chiesa superiore avviene, secondo la tradizione, durante la Settimana Santa.
All'interno dell'area di proprietà della chiesa russo-ortodossa si trovano inoltre due piccole costruzioni che ripetono, nel trattamento degli esterni, le caratteristiche essenziali dell'edificio principale. La prima di esse, addossata all'angolo meridionale della proprietà, è rialzata da una breve rampa di gradini ed è adibita ad abitazione del parroco.